# Baku Cup 2012 - Qualificazioni singolare
Le qualificazioni del singolare  del Baku Cup 2012 sono state un torneo di tennis preliminare per accedere alla fase finale della manifestazione. I vincitori dell'ultimo turno sono entrati di diritto nel tabellone principale. In caso di ritiro di uno o più giocatori aventi diritto a questi sono subentrati i lucky loser, ossia i giocatori che hanno perso nell'ultimo turno ma che avevano una classifica più alta rispetto agli altri partecipanti che avevano comunque perso nel turno finale.

## Giocatrici

### Teste di serie
1. Sacha Jones (qualificata)
2. Aleksandra Krunić (qualificata)
3. Valerija Solov'ëva (qualificata)
4. Rika Fujiwara (ultimo turno, ritirata)

1. Dar'ja Gavrilova (ultimo turno)
2. Wang Qiang (qualificata)
3. Zhou Yimiao (ultimo turno)
4. Stephanie Bengson (primo turno)

### Qualificate
1. Sacha Jones
2. Aleksandra Krunić

1. Valerija Solov'ëva
2. Wang Qiang

## Tabellone qualificazioni

### Sezione 1
|  | Primo turno | Primo turno      | Primo turno      | Primo turno | Primo turno |  |  | Ultimo turno | Ultimo turno     | Ultimo turno     | Ultimo turno | Ultimo turno |  |
|  |             |                  |                  |             |             |  |  |              |                  |                  |              |              |  |
|  |             |                  |                  |             |             |  |  |              |                  |                  |              |              |  |
|  |             |                  |                  |             |             |  |  | 1            | Sacha Jones      | Sacha Jones      | 6            | 6            |  |
|  | WC          | Anna Smolina     | Anna Smolina     | 1           | 1           |  |  | 5            | Dar'ja Gavrilova | Dar'ja Gavrilova | 3            | 2            |  |
|  | 5           | Dar'ja Gavrilova | Dar'ja Gavrilova | 6           | 6           |  |  |              |                  |                  |              |              |  |

### Sezione 2
|  | Primo turno | Primo turno           | Primo turno           | Primo turno | Primo turno |  |  | Ultimo turno | Ultimo turno      | Ultimo turno      | Ultimo turno | Ultimo turno |  |
|  |             |                       |                       |             |             |  |  |              |                   |                   |              |              |  |
|  |             |                       |                       |             |             |  |  |              |                   |                   |              |              |  |
|  |             |                       |                       |             |             |  |  | 2            | Aleksandra Krunić | Aleksandra Krunić | 6            | 6            |  |
|  | WC          | Oleksandra Korashvili | Oleksandra Korashvili | 2           | 0           |  |  | 7            | Zhou Yimiao       | Zhou Yimiao       | 4            | 2            |  |
|  | 7           | Zhou Yimiao           | Zhou Yimiao           | 6           | 6           |  |  |              |                   |                   |              |              |  |

### Sezione 3
|  | Primo turno | Primo turno          | Primo turno          | Primo turno | Primo turno |  |  | Ultimo turno | Ultimo turno         | Ultimo turno         | Ultimo turno | Ultimo turno |  |
|  |             |                      |                      |             |             |  |  |              |                      |                      |              |              |  |
|  |             |                      |                      |             |             |  |  |              |                      |                      |              |              |  |
|  |             |                      |                      |             |             |  |  | 3            | Valerija Solov'ëva   | Valerija Solov'ëva   | 6            | 6            |  |
|  |             | Kacjaryna Dzehalevič | Kacjaryna Dzehalevič | 6           | 6           |  |  |              | Kacjaryna Dzehalevič | Kacjaryna Dzehalevič | 3            | 0            |  |
|  | 8           | Stephanie Bengson    | Stephanie Bengson    | 0           | 3           |  |  |              |                      |                      |              |              |  |

### Sezione 4
|  | Primo turno | Primo turno     | Primo turno     | Primo turno | Primo turno |  |  | Ultimo turno | Ultimo turno  | Ultimo turno | Ultimo turno | Ultimo turno |  |
|  |             |                 |                 |             |             |  |  |              |               |              |              |              |  |
|  |             |                 |                 |             |             |  |  |              |               |              |              |              |  |
|  |             |                 |                 |             |             |  |  | 4            | Rika Fujiwara | 1            | 6            | 1r           |  |
|  |             | Nina Khrisanova | Nina Khrisanova | 4           | 0           |  |  | 6            | Wang Qiang    | 6            | 3            | 4            |  |
|  | 6           | Wang Qiang      | Wang Qiang      | 6           | 6           |  |  |              |               |              |              |              |  |